# Zamek
Zamek är Per-Anders Rings diplomfilm vid Polska Filmskolan i Łódź. Filmen handlar om en präst som besöker ett mentalsjukhus men har svårt att nå fram till patienterna. Dessutom brottas han med sina egna demoner. "En febrig och bitvis våldsam film" skrevs det bland annat i Göteborgs filmfestival 2006.
Ordet Zamek har dubbla betydelser då det översätts som slott samt lås. Den engelska titeln är Keep. Några av Polens största skådespelare agerade i filmen, däribland Jan Peszek samt Irek Czop.